# Slag bij Vouillé
De Slag bij Vouillé of Campus Vogladensis was een beslissende veldslag in de Frankisch-Gotische oorlog bij Vouillé. De slag vond plaats in het voorjaar van 507. Het Visigotische leger moest zich in dit treffen teweer stellen tegen een gelegenheidscoalitie van Franken en Bourgondiërs. De Franken werden geleid door koning Clovis en de Visigoten stonden onder bevel van koning Alarik II. De slag werd gewonnen door de Franken en Bourgondiërs. De nederlaag betekende het einde van de Visigotische suprematie in het voormalige Gallië en zou de opmaat zijn voor het ontstaan van Frankrijk.

## Aanleiding
Al meerdere malen had Clovis strijd geleverd in Zuidwest-Gallië tegen zijn opponent Alarik. Volgens de annalen heroverden de Visigoten Saintes in 496 en namen de Franken in 498 Bordeaux in. Op zeker moment kwamen Clovis en Anastasius I van het Byzantijnse Rijk overeen dat ze ieder van hun eigen kant de Goten zouden aanvallen. Ook slaagde de Franken erin door intensieve diplomatie van bisschop Avitus van Vienne, Gundobad koning van de Bourgondiërs, over te halen hun zijde te kiezen. Gundobod verbrak zijn verbond met de Ostrogoten en sloot een nieuw verdrag met de Frankische koning Clovis.

## De veldslag

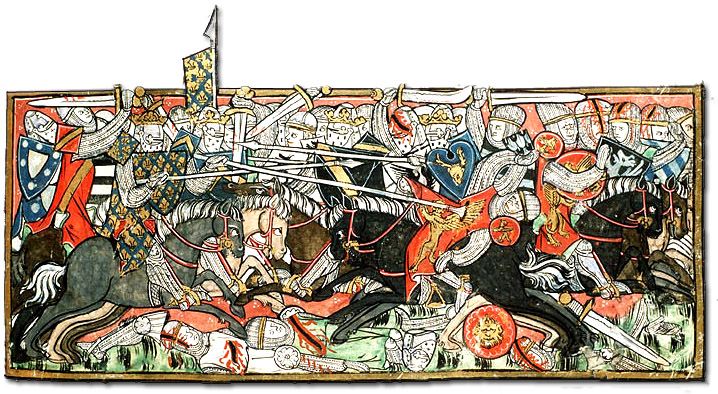
Middeleeuws tafereel van de veldslag

De Franken trokken de Loire over en vielen de noordelijke grensgebieden van het Visigotisch gebied binnen. Clovis, die werd bijgestaan door de zoon van Sigebert de Lamme en zijn Bourgondische bondgenoot Gundobad, viel de Visigoten in het oosten aan. Bij Vouillé, een plaats nabij Poitiers, (Gallië) troffen zij het leger van de Visigoten. Clovis zelf doodde Alarik in het gevecht en het leger van de Visigoten werd verslagen. De koning van de Ostrogoten Theodorik de Grote zond hierop een leger uit Italië naar zijn stamverwanten om te helpen. De Bourgondiërs leden tegen dit leger een nederlaag.

## Betekenis
Na deze slag werden de Visigoten gedwongen zich terug te trekken naar Septimanië, waar ze nog een tijdlang standhielden. Het succes bij Vouillé maakte het de Franken mogelijk het zuidwestelijk deel van Frankrijk te beheersen, en Toulouse in te nemen. Alariks onwettige zoon Gesalik probeerde terug te slaan bij Narbonne, maar hij werd afgezet en uiteindelijk vermoord toen Narbonne werd ingenomen door Bourgondische bondgenoten van de Franken, die daar standhielden tot 511.
Abrittus · Naissus · Moeresloel · Adrianopel · Frigidus · Pollentia · Verona · Florence · Arles (430) · Ravenna · Catalaunische Velden · Orléans · Urbicus · Kaap Bon · Bolia · Isonzo · Ulca · Verona  · Adda · Vouillé · Taginae · Arles (458)